# Wladimir Alexandrowitsch Kondratjew
Wladimir Alexandrowitsch Kondratjew (russisch Владимир Александрович Кондратьев, englische Transkription Vladimir Aleksandrovich Kondrat'ev; * 2. Juli 1935 in Samara; † 3. März 2010 in Moskau) war ein russischer Mathematiker und Hochschullehrer.

## Leben
Kondratjews Vater Alexander Sergejewitsch Kondratjew war Professor für Mechanik am Industrie-Institut Kuibyschew. Die Mutter Jewgenija Wassiljewna war Mathematiklehrerin und entdeckte früh die mathematische Begabung ihres Sohnes. Kondratjew schloss den Besuch der Mittelschule Nr. 6 in Kuibyschew 1952 mit einer Goldmedaille ab. Darauf studierte er an der Fakultät für Mechanik und Mathematik der Lomonossow-Universität Moskau (MGU) mit Abschluss 1957. Es folgte die Aspirantur bei Samari Alexandrowitsch Halpern. 1960 wurde er zum Kandidaten der physikalisch-mathematischen Wissenschaften promoviert.
Kondratjew arbeitete und lehrte dann am Lehrstuhl für Differentialgleichungen der Fakultät für Mechanik und Mathematik der MGU. 1966 wurde er zum Doktor der physikalisch-mathematischen Wissenschaften promoviert. In seiner Doktorarbeit entwickelte er die Grundlagen für die Theorie für das Verhalten der Lösungen elliptischer Gleichungen in der Nachbarschaft eines singulären Punktes. Daraus entstand die vollständige Theorie in Zusammenarbeit mit Olga Arsenjewna Oleinik. 1970 folgte die Ernennung zum Professor. Seine Arbeitsschwerpunkte waren die Theorie der Gewöhnlichen und Partiellen Differentialgleichungen, die nichtlineare Analyse und die Spektraltheorie. 2002 wurde er als Verdienter Professor der MGU geehrt.
1968 gehörte Kondratjew zu den Unterzeichnern des Briefs der 99 an den Gesundheitsminister der UdSSR und den Generalstaatsanwalt der UdSSR zur Verteidigung des Mathematikers Alexander Jessenin-Wolpin, der im Moskauer Krankenhaus Nr. 5 für Psychiatrie festgehalten wurde.

## Preise
- Staatspreis der UdSSR (1988)
- Petrowski-Preis der Russischen Akademie der Wissenschaften (1998)
- Lomonossow-Preis der MGU (2009)